# ナヴォイ空港
ナヴォイ空港（ウズベク語：Navoiy Aeroporti）はウズベキスタンのナヴォイにある国際空港である。現在、大韓航空主導で整備が進んでいる。

## 就航航空会社
旅客
- アエロフロート・ロシア航空（運航はロシヤ航空）：サンクトペテルブルク（2012年9月17日より運航開始予定）
- モスコヴィア航空：モスクワ/ドモジェドヴォ[2]
- ウズベキスタン航空：カルシ、モスクワ/ドモジェドヴォ、サンクトペテルブルク、タシュケント、ウチュドゥク、ザラフシャン

貨物
- 大韓航空：バーセル、ブリュッセル、ミラノ（マルペンサ）、ソウル/仁川、テルアビブ、ウィーン、サラゴサ